# Phyllocyclus petelotii
Phyllocyclus petelotii är en gentianaväxtart som först beskrevs av Elmer Drew Merrill, och fick sitt nu gällande namn av Thiv. Phyllocyclus petelotii ingår i släktet Phyllocyclus och familjen gentianaväxter. Inga underarter finns listade i Catalogue of Life.